# Otto Buchtien
Otto Buchtien (1859-1946) fue un botánico y orquideólogo alemán. Recolectó activamente en Bolivia y en Chile. Hacia 1907 fue contratado por el gobierno boliviano para organizar un museo de historia natural, y así lo creó y fue director del Museo Nacional de Historia Natural de Bolivia.
Su valioso herbario de 45.600 especímenes se halla en el Museo Nacional de Historia Natural de los Estados Unidos.

## Algunas publicaciones
- 1910. Contribuciones a la flora de Bolivia. Parte 1. Ed. Tall. tip.-lit. de J. M. Gamarra
- 1887. Entwicklungsgeschichte des prothalluim von Equisetum. Bibliotheca Botanica 8. Ed. T. Fischer, 49 pp.

## Eponimia
Géneros
- (Orchidaceae) Buchtienia Schltr.[2]

Especies(más de 260)
- (Adiantaceae) Cheilanthes buchtienii (Rosenst.) R.M.Tryon[3]
- (Apocynaceae) Peschiera buchtienii (H.J.P.Winkl.) Markgr.[4]
- (Asteraceae) Dendrophorbium buchtienii (Greenm.) C.Jeffrey[5]
- (Dryopteridaceae) Tectaria buchtienii (Rosenst.) Maxon[6]
- (Gentianaceae) Gentianella buchtienii (Gilg) T.N.Ho & S.W.Liu[7]
- (Marantaceae) Goeppertia buchtienii (Pax) Borchs. & S.Suárez[8]
- (Myrsinaceae) Cybianthus buchtienii (Pax) G.Agostini[9]
- (Orchidaceae) Malaxis buchtienii (Schltr.) Christenson[10]
- (Orchidaceae) Microchilus buchtienii (Schltr.) Ormerod[11]
- (Orchidaceae) Vitekorchis buchtienii (Schltr.) Romowicz & Szlach.[12]
- (Oxalidaceae) Oxalis buchtienii (Rusby) R.Knuth[13]
- (Polypodiaceae) Pleopeltis buchtienii (Christ & Rosenst.) A.R.Sm.[14]
- (Rubiaceae) Palicourea buchtienii (H.J.P.Winkl.) Borhidi[15]